# بوم‌شناسی صدانگاری محیط

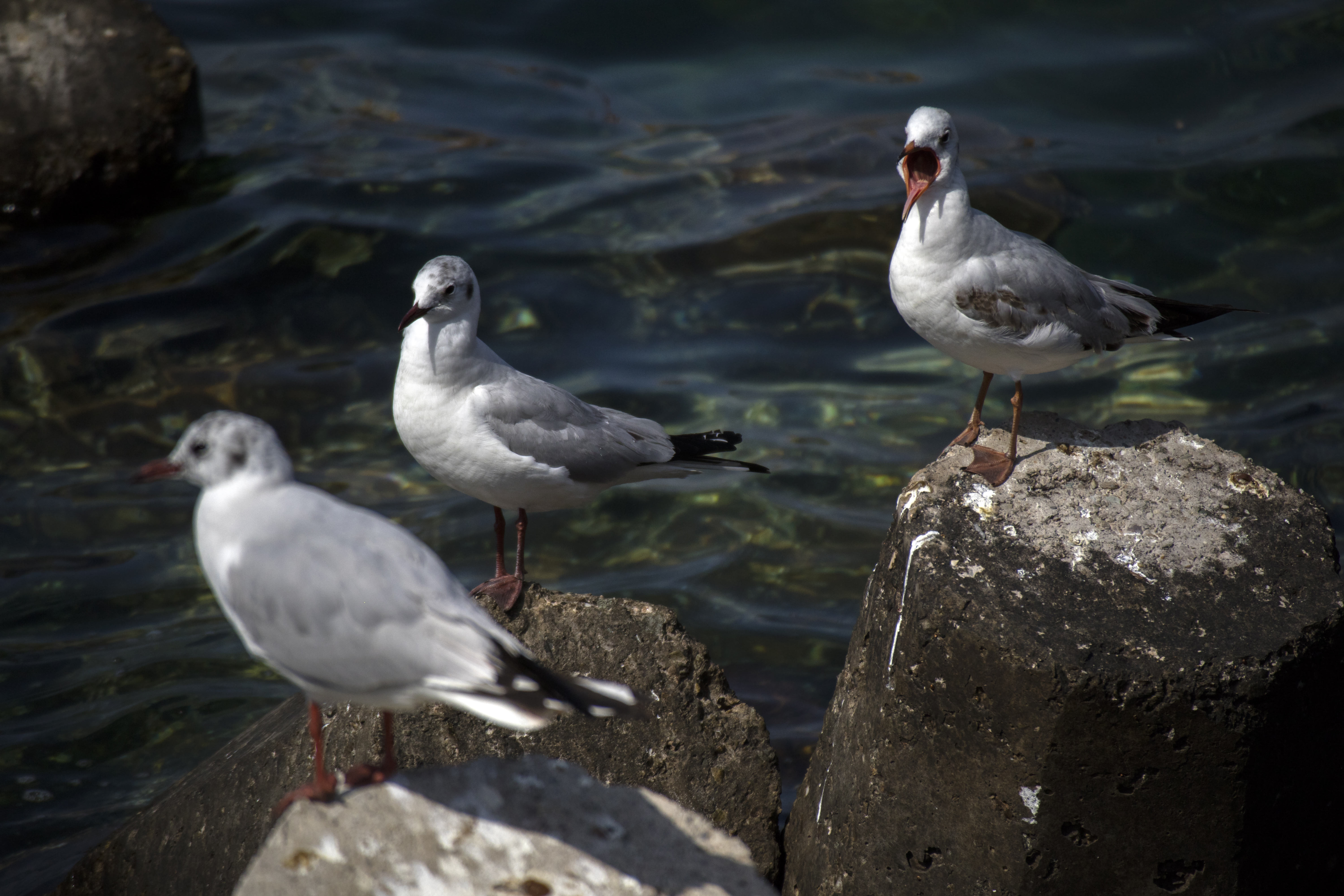
چشم‌انداز آوایی طبیعی شامل صداهای طبیعی اما «زمین‌آوایی (ژئوفونیک)» غیرطبیعی (مانند آب اقیانوس) و صداهای «زیست‌آوایی (بیوفونیک)» جانوران (مانند صداهای پرندگان) است.

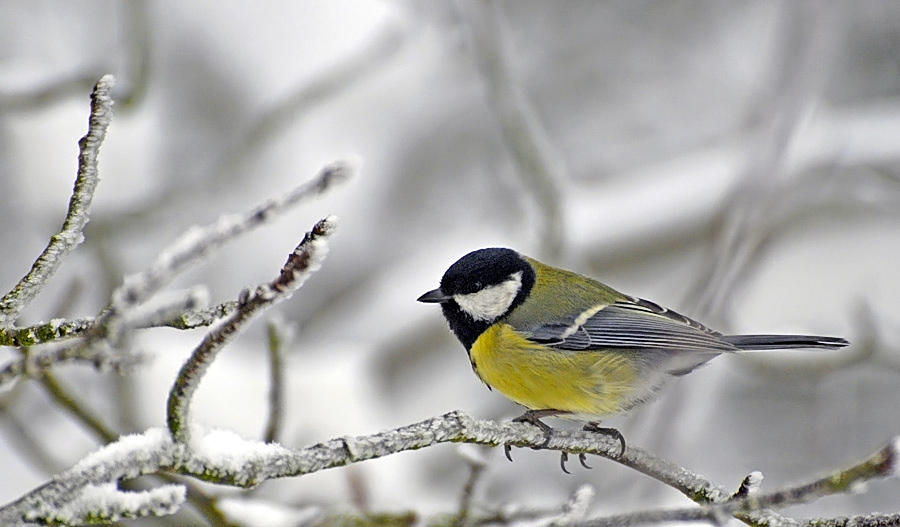
اثر انسان‌آوایی بر ارتباطات شنیداری به خوبی در چرخ‌ریسک بزرگ مطالعه شده‌است.

بوم‌شناسی صدانگاری محیط یا بوم‌شناسی چشم‌انداز صوتی (به انگلیسی: Soundscape ecology)، مطالعه روابط صوتی بین جانداران زنده، انسان و دیگران، و محیط پیرامون آنهاست، خواه جانداران دریایی یا زمینی باشند. برای نخستین بار در کتاب راهنمای بوم‌شناسی صوتی (Handbook for Acoustic Ecology) ویرایش‌شده توسط بری ترواکس ، [۱] در سال ۱۹۷۸ پدیدار شد، این اصطلاح گاهی با جابجایی با اصطلاح بوم‌شناسی صوتی به کار می‌رود. بوم‌شناسان چشم‌انداز صوتی همچنین روابط بین سه منبع اصلی صدا را که چشم‌انداز صوتی را تشکیل می‌دهند مطالعه می‌کنند: منابع تولیدشده توسط جانداران به عنوان زیست‌آوایی (biophony) می‌شوند. آنهایی که از دسته‌های طبیعی غیرزیستی هستند به‌عنوان زمین‌آوایی (geophony) و آنهایی که توسط انسان تولید می‌شوند، انسان‌آوایی (anthropophony) طبقه‌بندی می‌شوند.